# Seznam českých hráčů v NHL v sezóně 2010/2011
Toto je seznam hráčů Česka a jejich statistiky v sezóně 2010/2011 NHL.
- Stanley Cup v této sezóně získali Tomáš Kaberle a David Krejčí s týmem Boston Bruins.

| Tým                   | Věk | Hráč              | Post | Počet zápasů | Branky | Asistence | Body | Počet zápasů v play off | Branky v play off | Asistence v play off | Body v play off |
| --------------------- | --- | ----------------- | ---- | ------------ | ------ | --------- | ---- | ----------------------- | ----------------- | -------------------- | --------------- |
| Minnesota Wild        | 29  | Martin Havlát     | F    | 78           | 22     | 40        | 62   | Ne                      |                   |                      |                 |
| New Jersey Devils     | 34  | Patrik Eliáš      | F    | 81           | 21     | 41        | 62   | Ne                      |                   |                      |                 |
| Boston Bruins         | 24  | David Krejčí      | F    | 75           | 13     | 49        | 62   | 25                      | 12                | 11                   | 23              |
| Montreal Canadiens    | 28  | Tomáš Plekanec    | F    | 77           | 22     | 35        | 57   | 7                       | 2                 | 3                    | 5               |
| Colorado Avalanche    | 34  | Milan Hejduk      | F    | 71           | 22     | 34        | 56   | Ne                      |                   |                      |                 |
| Nashville Predators   | 29  | Martin Erat       | F    | 64           | 17     | 33        | 50   | 10                      | 1                 | 5                    |                 |
| Phoenix Coyotes       | 29  | Radim Vrbata      | F    | 79           | 19     | 29        | 48   | 4                       | 2                 | 3                    | 5               |
| Boston Bruins         | 32  | Tomáš Kaberle     | D    | 82           | 4      | 43        | 47   | 25                      | 0                 | 11                   | 11              |
| Columbus Blue Jackets | 21  | Jakub Voráček     | F    | 80           | 14     | 32        | 46   | Ne                      |                   |                      |                 |
| Edmonton Oilers       | 27  | Aleš Hemský       | F    | 47           | 14     | 28        | 42   | Ne                      |                   |                      |                 |
| Chicago Blackhawks    | 22  | Michael Frolík    | F    | 80           | 11     | 27        | 38   | 7                       | 2                 | 3                    | 5               |
| Detroit Red Wings     | 26  | Jiří Hudler       | F    | 73           | 10     | 27        | 37   | 10                      | 1                 | 2                    | 3               |
| Montreal Canadiens    | 36  | Roman Hamrlík     | D    | 79           | 5      | 29        | 34   | 7                       | 0                 | 3                    | 3               |
| Ottawa Senators       | 26  | Milan Michálek    | F    | 66           | 18     | 15        | 33   | Ne                      |                   |                      |                 |
| Colorado Avalanche    | 26  | Tomáš Fleischmann | F    | 45           | 12     | 19        | 31   | Ne                      |                   |                      |                 |
| St. Louis Blues       | 23  | Vladimír Sobotka  | F    | 65           | 7      | 22        | 29   | Ne                      |                   |                      |                 |
| Phoenix Coyotes       | 23  | Martin Hanzal     | F    | 61           | 16     | 10        | 26   | 4                       | 1                 | 2                    | 3               |
| Minnesota Wild        | 33  | Marek Židlický    | D    | 46           | 7      | 17        | 24   | Ne                      |                   |                      |                 |
| New York Rangers      | 35  | Václav Prospal    | F    | 29           | 9      | 14        | 23   | 5                       | 1                 | 0                    | 1               |
| Tampa Bay Lightning   | 33  | Pavel Kubina      | D    | 79           | 4      | 19        | 23   | 8                       | 2                 | 1                    | 3               |
| Atlanta Thrashers     | 33  | Radek Dvořák      | F    | 66           | 7      | 15        | 22   | Ne                      |                   |                      |                 |
| Phoenix Coyotes       | 32  | Michal Rozsíval   | D    | 65           | 6      | 15        | 21   | 4                       | 0                 | 0                    | 0               |
| Columbus Blue Jackets | 32  | Jan Hejda         | D    | 77           | 5      | 15        | 20   | Ne                      |                   |                      |                 |
| Pittsburgh Penguins   | 28  | Zbyněk Michálek   | D    | 73           | 5      | 14        | 19   | 7                       | 0                 | 1                    | 1               |
| Florida Panthers      | 25  | Rostislav Olesz   | F    | 44           | 6      | 11        | 17   | Ne                      |                   |                      |                 |
| New York Islanders    | 34  | Radek Martínek    | D    | 64           | 3      | 13        | 16   | Ne                      |                   |                      |                 |
| Ottawa Senators       | 34  | Filip Kuba        | D    | 64           | 2      | 14        | 16   | Ne                      |                   |                      |                 |
| Montreal Canadiens    | 36  | Jaroslav Špaček   | D    | 59           | 1      | 15        | 16   | 7                       | 0                 | 0                    | 0               |
| Carolina Hurricanes   | 22  | Jiří Tlustý       | F    | 57           | 6      | 6         | 12   | Ne                      |                   |                      |                 |
| St. Louis Blues       | 24  | Roman Polák       | D    | 55           | 3      | 9         | 12   | Ne                      |                   |                      |                 |
| Phoenix Coyotes       | 28  | Rostislav Klesla  | D    | 61           | 4      | 7         | 11   | 4                       | 0                 | 0                    | 0               |
| Edmonton Oilers       | 24  | Ladislav Šmíd     | D    | 78           | 0      | 10        | 10   | Ne                      |                   |                      |                 |
| Florida Panthers      | 22  | Michal Řepík      | F    | 31           | 2      | 6         | 8    | Ne                      |                   |                      |                 |
| Calgary Flames        | 32  | Aleš Kotalík      | F    | 26           | 4      | 2         | 6    | Ne                      |                   |                      |                 |
| Detroit Red Wings     | 23  | Jakub Kindl       | D    | 48           | 2      | 2         | 4    | Ne                      |                   |                      |                 |
| Dallas Stars          | 20  | Tomáš Vincour     | F    | 24           | 1      | 1         | 2    | Ne                      |                   |                      |                 |
| Columbus Blue Jackets | 20  | Tomáš Kubalík     | F    | 4            | 0      | 2         | 2    | Ne                      |                   |                      |                 |
| Colorado Avalanche    | 29  | David Kočí        | F    | 35           | 1      | 0         | 1    | Ne                      |                   |                      |                 |
| Florida Panthers      | 34  | Tomáš Vokoun      | G    | 57           | 0      | 1         | 1    | Ne                      |                   |                      |                 |
| Phoenix Coyotes       | 28  | Petr Průcha       | F    | 11           | 0      | 1         | 1    | Ne                      |                   |                      |                 |
| Atlanta Thrashers     | 23  | Ondřej Pavelec    | G    | 58           | 0      | 0         | 0    | Ne                      |                   |                      |                 |
| Washington Capitals   | 22  | Michal Neuvirth   | G    | 48           | 0      | 0         | 0    | 9                       | 0                 | 0                    | 0               |

- F = Útočník
- D = Obránce
- G = Brankář